# T.A.M.I. Show
Die T.A.M.I. Show (Teenage Awards Music International) ist ein US-amerikanischer Konzertfilm von Steve Binder aus dem Jahr 1964. Die Konzertshow mit zeitgenössischen Musikstars wie Chuck Berry, Gerry and the Pacemakers, Smokey Robinson and the Miracles, Marvin Gaye, The Beach Boys, The Supremes, James Brown und den Rolling Stones wurde am 29. Oktober 1964 im kalifornischen Santa Monica Civic Auditorium live vor Publikum aufgezeichnet und als Film vermarktet. Kinopremiere war am 29. Dezember 1964 unter der irreführenden Ankündigung „The first annual T.A.M.I. Show“. Einziger Nachfolger war die von Phil Spector produzierte The Big T.N.T. Show von 1965.
Im Jahr 2006 wurde die T.A.M.I. Show von der Library of Congress der Vereinigten Staaten als „kulturell, historisch oder ästhetisch bedeutsam“ eingestuft und für die Aufnahme in die National Film Registry ausgewählt.

## Hintergrund

### Vorgeschichte
Ab 1964 bekam das Geburtsland des Rock ’n’ Roll neue musikalische Impulse aus dem Ausland. Im Zuge der British Invasion eroberten englische Bands wie die Beatles, The Searchers und The Animals die US-amerikanischen Billboard-Charts und belebten mit Phänomenen wie der Beatlemania das Show- und Mediengeschäft. Nun galt es, dieses neue Geschehen einzufangen und für ein junges Zielpublikum kommerziell aufzubereiten.

### Geschichte
Die T.A.M.I. Show war der erste bedeutende Konzertfilm, der ein Rockkonzert bzw. eine Rockshow dokumentierte. Das Konzept für die Show geht auf den Produzenten und Entrepreneur H. William „Bill“ Sargent Jr. zurück, der die T.A.M.I. Show ursprünglich einmal jährlich abhalten wollte, um die aktuellsten Entwicklungen im Bereich Teenager-Musik abzubilden. Hierbei kam ein von Bill Sargent entwickeltes neuartiges Aufnahmeverfahren zum Einsatz. Mit Electronovision war es möglich, Liveshows und Theaterstücke in sehr hoher Auflösung mitzuschneiden, um sie hinterher ohne Qualitätsverluste auf Kinoleinwänden präsentieren zu können.
Die Aufzeichnung der Show fand an zwei Tagen im Oktober 1964 in Santa Monica, Kalifornien, statt. Am 28. Oktober wurde geprobt und am 29. vor einem Teenager-Publikum live aufgezeichnet. Bis auf die Rockbands wurden alle Künstler von den Studiomusikern der Wrecking Crew (Hal Blaine, Jimmy Bond, Lyle Ritz, Don Peake, Tommy Tedesco, Glen Campbell, Barney Kessel, Nino Tempo und Leon Russell) unter der Leitung von Jack Nitzsche begleitet. Aus dem Material der Vorstellung entstand der rund zweistündige Konzertfilm. Die Tickets für die Vorstellung wurden kostenlos an Schüler lokaler High Schools verteilt.
Die Moderation übernahm das Surf-Pop-Duo Jan & Dean, das als eigenständiger Act auch einen kleinen Auftritt innerhalb der Show hat. Chuck Berry wird von ihnen mit den Worten „the guy who startet it all back in 1958“ angekündigt. Berry eröffnete mit Johnny B. Goode die Show. Ab dem zweiten Lied präsentierte Chuck Berry seine Songs im Wechsel mit der britischen Beatkapelle Gerry and the Peacemakers, die bei dem Song Maybellene übernahm. Der Auftritt der Beach Boys war aus rechtlichen Gründen nicht im Originalfilm enthalten. Ihre vier Titel wurden erst bei der Veröffentlichung der DVD-Version hinzugefügt.
James Brown und die Rolling Stones begegneten sich hier zum ersten Mal und betrachteten sich anfänglich als Konkurrenten. James Brown, der gern als Hauptattraktion nach den Rolling Stones aufgetreten wäre, zeigte sein ganzes Können und verausgabte sich mit vollem Körpereinsatz. Im einbeinigen Schimmy und zu den Klängen von Out of Sight betrat er die Bühne. Bei Please, Please, Please fiel Brown immer wieder theatralisch auf die Knie und simulierte eine Erschöpfung, was zu seinem Repertoire gehörte und durch die „Cape-Routine“, die er sich bei dem Wrestler Gorgeous George abgeschaut hatte, wieder aufgelöst wurde. Seine Hosen waren dadurch den Rest des Auftritts an den Knien beschmutzt. Zum Abschluss vollführte er bei Night Train mehrmals einen Spagat. In seiner Autobiografie Godfather of Soul schrieb er dazu: „Ich glaube, ich habe nie wieder in meinem Leben so besessen getanzt wie damals, und ich glaube auch, die hatten noch nie jemanden gesehen, der sich so schnell bewegen konnte.“
Die Rolling Stones bekamen 25.000 US-Dollar für ihren Auftritt, denselben Betrag wie Gerry and the Pacemakers und Billy J. Kramer & The Dakotas. Laut Keith Richards hatten die Stones den Auftritt nur angenommen, um Geld für ihre Heimreise zu verdienen, denn die Band war pleite und musste auf ausstehende Tantiemen warten. Die Rolling Stones befanden sich gerade auf ihrer zweiten US-Tournee. Noch am 25. Oktober 1964 war die Band erstmals in der Ed Sullivan Show aufgetreten.

## Bedeutung
Die Library of Congress stufte die T.A.M.I. Show als „kulturell, historisch oder ästhetisch bedeutsam“ ein. Die Show versammelte Vertreter der angesagtesten Musikgenres jener Zeit in den USA wie Rock and Roll (Chuck Berry), Motown-Soul (Smokey Robinson and the Miracles, Marvin Gaye, The Supremes), Pop (Lesley Gore), Surfmusik (Jan & Dean, The Beach Boys), Garagenrock (The Barbarians), Rhythm and Blues (James Brown) sowie drei Bands der British Invasion: zwei Bands des Merseybeat aus Liverpool (Gerry and the Pacemakers, Billy J. Kramer and the Dakotas) und eine Rhythm-and-Blues-Band aus London (The Rolling Stones). Dadurch gab der Konzertfilm den Zuschauern einen guten Überblick über die zeitgenössische Pop- und Rockmusik.
Darüber hinaus waren die auftretenden Künstler gut gemischt, das heißt, es gab mit Lesley Gore eine weiße Sängerin, die als Solistin auftrat, mit Jan & Dean ein weißes Duo und mit James Brown einen schwarzen Sänger, der als Bandleader eine ganze Kapelle dirigierte. Die Supremes waren eine schwarze Girlgroup und die Miracles eine rein männliche Gesangsgruppe. Marvin Gaye ließ sich vom Hintergrundgesang der Girlgroup The Blossoms begleiten, während die Rolling Stones als Band aus gleichberechtigten Mitgliedern agierten. Dadurch, dass sich Chuck Berry und Gerry and the Pacemakers bei ihrem Auftritt abwechselten, standen ein schwarzer US-Amerikaner und vier weiße Briten als Musiker gleichberechtigt auf der Bühne. Im Hintergrund tanzte die ganze Veranstaltung hindurch ein gemischtes Ensemble von Go-go-Tänzern mit unterschiedlichem Bekleidungsgrad, darunter die damals noch unbekannte Schauspielerin Teri Garr (im Pullover mit Zielscheibe).
Zusammen mit Filmen wie Rocky (1976), Und täglich grüßt das Murmeltier (1993) und Fargo (1996) wurde die T.A.M.I. Show im Jahr 2006 in die National Film Registry aufgenommen.

## Setlist
| Artist                           | Song Title                                         |
| -------------------------------- | -------------------------------------------------- |
| Jan & Dean (Titelsequenz)        | (Here They Come) From All Over the World           |
| Chuck Berry                      | Johnny B. Goode                                    |
|                                  | Maybellene                                         |
| Gerry and the Pacemakers         | Maybellene (Chuck-Berry-Cover)                     |
|                                  | Don’t Let the Sun Catch You Crying                 |
|                                  | It’s Gonna Be Alright                              |
| Chuck Berry                      | Sweet Little Sixteen                               |
| Gerry and the Pacemakers         | How Do You Do It?                                  |
| Chuck Berry                      | Nadine                                             |
| Gerry and the Pacemakers         | I Like It                                          |
| Smokey Robinson and The Miracles | That’s What Love Is Made Of                        |
|                                  | You’ve Really Got a Hold on Me                     |
|                                  | Mickey’s Monkey                                    |
| Marvin Gaye                      | Stubborn Kind of Fellow                            |
|                                  | Pride and Joy                                      |
|                                  | Can I Get a Witness                                |
|                                  | Hitch Hike                                         |
| Lesley Gore                      | Maybe I Know                                       |
|                                  | You Don’t Own Me                                   |
|                                  | You Didn’t Look Around                             |
|                                  | Hey Now                                            |
|                                  | It’s My Party                                      |
|                                  | Judy’s Turn to Cry                                 |
| Jan & Dean                       | The Little Old Lady from Pasadena                  |
|                                  | Sidewalk Surfin’                                   |
| The Beach Boys                   | Surfin’ USA                                        |
|                                  | I Get Around                                       |
|                                  | Surfer Girl                                        |
|                                  | Dance, Dance, Dance                                |
| Billy J. Kramer & the Dakotas    | Little Children                                    |
|                                  | Bad to Me                                          |
|                                  | I’ll Keep You Satisfied                            |
|                                  | From a Window                                      |
| The Supremes                     | When the Lovelight Starts Shining Through His Eyes |
|                                  | Run, Run, Run                                      |
|                                  | Baby Love                                          |
|                                  | Where Did Our Love Go                              |
| The Barbarians                   | Hey Little Bird                                    |
| James Brown & The Famous Flames  | Out of Sight                                       |
|                                  | Prisoner of Love                                   |
|                                  | Please, Please, Please                             |
|                                  | Night Train                                        |
| The Rolling Stones               | Around and Around                                  |
|                                  | Off the Hook                                       |
|                                  | Time Is on My Side                                 |
|                                  | It’s All Over Now                                  |
|                                  | I’m Alright                                        |
|                                  | Let’s Get Together                                 |